# Asthenargus conicus
Asthenargus conicus là một loài nhện trong họ Linyphiidae.
Loài này thuộc chi Asthenargus. Asthenargus conicus được Andrei V. Tanasevitch miêu tả năm 2006.